# Dawid Lampart
Dawid Lampart (ur. 4 sierpnia 1990 w Rzeszowie) – polski żużlowiec.
W 2015 r. kandydował w wyborach parlamentarnych, będąc na listach Polskiego Stronnictwa Ludowego w okręgu rzeszowskim.
Jego młodszy brat, Wiktor Lampart, również jest żużlowcem.

## Kluby

### Liga polska
- Tauron Azoty Tarnów (2012)
- KMŻ Lublin (2014)
- Stal Rzeszów (2006–2011, 2013, 2015, 2016)
- KM Cross Lublin (2018-2019[3])
- RzTŻ Rzeszów (2020)
- Unia Tarnów (2021)
- Texom Stal Rzeszów (2022)

### Liga brytyjska
- Eastbourne Eagles (2010)

### Liga duńska
- SSK Slangerup (2008)

### Liga szwedzka
- Hammarby Stockholm (2009–2010)

## Sukcesy

### Międzynarodowe
- Złoty medalista drużynowych mistrzostw świata juniorów (Gorzów Wielkopolski 2009)
- Złoty medalista drużynowych mistrzostw Europy juniorów (Holsted 2009)
- Finalista indywidualnych mistrzostw Europy juniorów (Tarnów 2009 – IX miejsce)

### Krajowe
- Brązowy medalista młodzieżowych drużynowych mistrzostw Polski (Rybnik 2007
- Brązowy medalista młodzieżowych mistrzostw Polski par klubowych (Gorzów Wielkopolski 2008)
- Brązowy medalista młodzieżowych indywidualnych mistrzostw Polski (Leszno 2009)
- Złoty medalista drużynowych mistrzostw Polski (2012)